# Tenuitarsus
Tenuitarsus is een geslacht van rechtvleugeligen uit de familie Pyrgomorphidae. De wetenschappelijke naam van dit geslacht is voor het eerst geldig gepubliceerd in 1904 door Bolívar.

## Soorten
Het geslacht Tenuitarsus omvat de volgende soorten:
- Tenuitarsus angustus Blanchard, 1836
- Tenuitarsus orientalis Kevan, 1959
- Tenuitarsus sudanicus Kevan, 1953